# Pedro Zuera

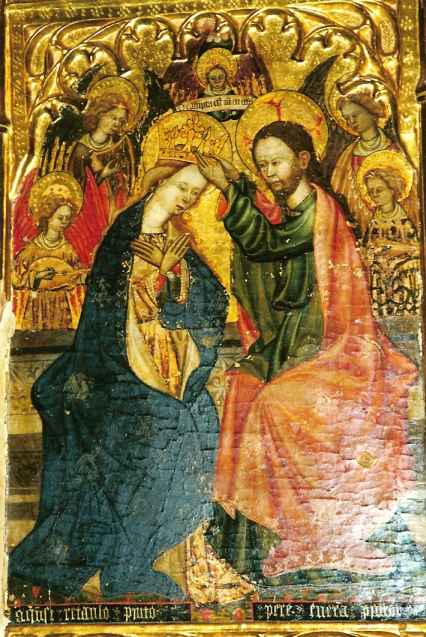
Coroação da Virgem, Museu Diocesano de Huesca.

Pedro Zuera ou Pedro de Zuera (Huesca 1430-1469), foi um pintor espanhol que pertencia à escola aragonesa do gótico internacional. 
É seu o retábulo da Coroação da Virgem para a Capela das Dores na Catedral de Huesca, atualmente no Museu Diocesano. Colaborou com o pintor Bernardo de Aras, com quem contratou em 1448 para a elaboração de um retábulo para Tardienta, mencionando-o em seu testamento. A eles também é atribuído o retábulo de Santa Ana, procedente da paróquia de Tardienta, conservado no Museu Diocesano de Huesca. 